# Leonhard Örnbeck
Leonhard Örnbeck (Leonard Öhrenbeck, Öhrnbeck), född 1736 i Stockholm, död 8 februari 1789 i Stockholm, var en svensk målare, tecknare och professor vid Konstakademien.
Han var son till järnhandlaren A Örnbeck och Christina Groth. Örnbeck studerade vid Det Kongelige Danske Kunstakademi där han 1758 belönades med den mindre medaljen och den större silvermedaljen 1759 samt den mindre guldmedaljen 1761. Han omtalas under sin tid i Köpenhamn som elev till Carl Gustaf Pilo. Tillsammans med Sergel och Carl Gustaf Fehrman återvände han till Stockholm 1779 där han utnämndes till agré vid Konstakademien. Med hänsyftning till Örnbecks kunnighet som miniatyrmålare anhöll Konstakademien hos kunglig majestät 1783 att som belöning och uppmuntran för denne konstnär utse honom till professor vid akademien. Örnbeck är representerad vid bland annat Nationalmuseum, Statens porträttsamling på Gripsholm, Löfstads slott i Östergötland, Göteborgs konstmuseum, Sinebrychoffska samlingen i Helsingfors, Danska konstakademien, Rosenborgs slott och Frederiksborgs slott.